# 초전면
초전면(草田面)은 대한민국 경상북도 성주군의 면이다. 넓이는 66.72km2이고, 인구는 2006년 기준으로 5,452명이다. 성주 사드 기지가 배치되어 있다.

## 행정 구역
- 대장리(大獐里)
- 칠선리(七仙里)
- 소성리(韶成里)
- 용성리(龍城里)
- 용봉리(龍鳳里)
- 문덕리(文德里)
- 자양리(紫陽里)
- 고산리(高山里)
- 어산리(漁山里)
- 월곡리(月谷里)
- 봉정리(鳳亭里)
- 동포리(東浦里)